# Новотошківська селищна рада
Новотошківська селищна рада — орган місцевого самоврядування у Попаснянському районі Луганської області. Адміністративний центр — селище міського типу Новотошківське.

## Загальні відомості
- Новотошківська селищна рада утворена в 1992 році.
- Територія ради: 0,45 км²
- Населення: 2722 особи (станом на 2001 рік)

## Історія
7 жовтня 2014 року Верховна Рада України змінила межі Попаснянського району Луганської області, збільшивши територію району у тому числі за рахунок передачі 45,00 гектара земель Новотошківської селищної ради Кіровської міської ради (в тому числі територію селища міського типу Новотошківське).

## Населені пункти
Селищній раді підпорядковані населені пункти:
- смт Новотошківське
- с. Жолобок

## Склад ради
Рада складається з 16 депутатів та голови.
- Голова ради: Кашимов Юсиф Байрамович
- Секретар ради: Токар Світлана Володимирівна

### Керівний склад попередніх скликань
| ПІБ                     | Основні відомості                                                              | Дата обрання | Дата звільнення |
| ----------------------- | ------------------------------------------------------------------------------ | ------------ | --------------- |
| Кашимов Юсиф Байрамович | Селищний голова, 1953 року народження, освіта середня спеціальна, безпартійний | 26.03.2006   | 31.10.2010      |
| Кашимов Юсиф Байрамович | Селищний голова, 1953 року народження, освіта середня спеціальна               | 31.10.2010   |                 |

Примітка: таблиця складена за даними джерела

### Депутати
За результатами місцевих виборів 2010 року депутатами ради стали:

#### За суб'єктами висування
| Суб'єкт висування                 | Кількість обраних депутатів | %    |
| --------------------------------- | --------------------------- | ---- |
| Самовисування                     | 8                           | 50   |
| Партія регіонів                   | 5                           | 31,3 |
| Політична партія «Сильна Україна» | 2                           | 12,5 |
| Комуністична партія України       | 1                           | 6,3  |

#### За округами
| № округу                          | Прізвище, ім'я, по батькові       | Дата визнання обраним | Освіта                    | Партійна приналежність                  | Відомості про обраного депутата                                                         |
| --------------------------------- | --------------------------------- | --------------------- | ------------------------- | --------------------------------------- | --------------------------------------------------------------------------------------- |
| Комуністична партія України       |                                   |                       |                           |                                         |                                                                                         |
| 3                                 | Кулініч Марина Михайлівна         | 03.11.2010            | Освіта вища               | член Партії регіонів                    | Кіровський навчально-виховний комплекс № 10, заступник директора з виховної роботи      |
| Партія регіонів                   |                                   |                       |                           |                                         |                                                                                         |
| 1                                 | Калашнікова Алла Олександрівна    | 03.11.2010            | Освіта середня спеціальна | член Партії регіонів                    | Ніжнєнська селищна рада, оператор                                                       |
| 8                                 | Скнипа Ірина Іванівна             | 03.11.2010            | Освіта вища               | член Партії регіонів                    | Кіровський навчально-виховний комплекс, директор                                        |
| 9                                 | Писарев Олександр Володимирович   | 03.11.2010            | Освіта середня спеціальна | позапартійний                           | приватний підприємець                                                                   |
| 10                                | Малиновська Марина Василівна      | 03.11.2010            | Освіта вища               | член Комуністичної партії України       | Кіровський навчально-виховний комплекс, заступник директора з навчально-виховної роботи |
| 12                                | Засімова Тетяна Михайлівна        | 03.11.2010            | Освіта вища               | позапартійна                            | Новотошківська дитяча школа мистецтв, директор                                          |
| Політична партія «Сильна Україна» |                                   |                       |                           |                                         |                                                                                         |
| 4                                 | Токар Світлана Володимирівна      | 03.11.2010            | Освіта середня спеціальна | член Політичної партії «Сильна Україна» | Новотошківська селищна рада, секретар-друкарка                                          |
| 13                                | Костомарова Олена Анатоліївна     | 03.11.2010            | Освіта середня            | позапартійна                            | пенсіонер                                                                               |
| Самовисування                     |                                   |                       |                           |                                         |                                                                                         |
| 2                                 | Кольвах Олена Леонідівна          | 03.11.2010            | Освіта середня            | позапартійна                            | приватний підприємець                                                                   |
| 5                                 | Трапезіон Володимир Володимирович | 03.11.2010            | Освіта середня            | позапартійний                           | тимчасово не працює                                                                     |
| 6                                 | Шкварченко Ірина Сергіївна        | 03.11.2010            | Освіта середня            | позапартійна                            | Новотошківська селищна рада, землевпорядник                                             |
| 7                                 | Міхєєва Лідія Михайлівна          | 14.11.2010            | Освіта середня спеціальна | позапартійна                            | приватний підприємець                                                                   |
| 11                                | Войтенко Віра Олександрівна       | 03.11.2010            | Освіта середня спеціальна | позапартійна                            | Новотошківська селищна рада, інспектор військово-облікового столу                       |
| 14                                | Кашимова Світлана Миколаївна      | 03.11.2010            | Освіта середня            | позапартійна                            | приватний підприємець                                                                   |
| 15                                | Мімяйкіна Валентина Григорівна    | 03.11.2010            | Освіта середня спеціальна | позапартійна                            | пенсіонер                                                                               |
| 16                                | Кошеленко Анатолій Іванович       | 03.11.2010            | Освіта середня спеціальна | позапартійний                           | приватний підприємець                                                                   |